# Natalia Rodríguez Domínguez
Natalia Rodríguez Domínguez (Agüimes, España, 26 de enero de 1999) es una jugadora de baloncesto española. Mide 1.81 metros de altura y juega en la posición de alero en el Araski AES de la Liga Femenina.

## Trayectoria
Tras haber jugado en Canarias en categorías inferiores, en 2015 se incorporó al equipo C. B. Islas Canarias, en primera categoría. Posteriormente, durante la temporada 2018-19 fichó por el equipo Baxi Ferrol, y jugó en la primera categoría, en Liga Día. El equipo descendió y las dos temporadas siguientes jugaron en L. F. 2, hasta que en esa última temporada ascendieron, de nuevo, a Liga Femenina, llamada L. F. Endesa.
Posteriormente fichó por el equipo de San Sebastián IDK Euskotren, donde jugó la temporada 2022-23. La siguiente Liga la disputó con el equipo gallego del Ensino Lugo. Y luego pasó a jugar, durante los años 2024/25 en Vitoria, en el Araski AES.
También juega en la modalidad 3x3, y ha sido seleccionada para la selección española en varias temporadas. Fue medalla de bronce en los Juegos Europeos de 2023, y medalla de oro en los Juegos del Mediterráneo de 2022, celebrados en Orán, Argelia.

## Vida privada
Ha realizado la Licenciatura en Podología, y un Master del Profesorado, por la Universidad Internacional de La Rioja (UNIR).

## Clubes
- 2015-2018: C. B. Islas Canarias. Liga Día.
- 2018-19: Baxi Ferrol, Liga Día.
- 2019-2021: Baxi Ferrol, L. F. 2.
- 2021-22: Baxi Ferrol L. F. Endesa.
- 2022-23: IDK Euskotren, San Sebastián. L. F. Endesa.
- 2023-24: Durán Maquinaria Ensino. Lugo. L. F. Endesa.
- 2024-25: Araski AES. Vitoria. L. F. Endesa.

## Selecciones
Fue seleccionada por España en categorías inferiores.